# Фраккаро, Риккардо
Риккардо Фраккаро (итал. Riccardo Fraccaro, родился 13 января 1981 года в Монтебеллуне) — итальянский политик, секретарь Палаты депутатов Италии от Движения пяти звёзд, министр без портфеля по связям с парламентом и прямой демократии (2018—2019), секретарь аппарата правительства (2019—2021).

## Биография
Детство и юность провёл в Риезе-Пио-X. Окончил университет Тренто в 2011 году по специальности «международное экономическое право». Основал в 2010 году отделение Meetup в Тренто, работал в энергетической компании юридическим консультантом.
Избран в Палату депутатов 19 марта 2013 года по итогам парламентских выборов от VI избирательного округа Трентино — Альто-Адидже. Пост секретаря Президиума Палаты депутатов занимает с 21 марта 2013 года. Работает в следующих комитетах и комиссиях:
- С 16 мая 2013 — комитет по делам персонала
- С 14 января 2015 — XIV комиссия (по Европейскому союзу)
- С 4 марта 2016 — парламентская комиссия по реализации фискального федерализма
- С 18 мая 2016 — консультативный комитет по проведению в депутаты

С 7 мая 2013 года по 14 января 2015 года работал в I комиссии (по вопросам Конституции, Председателя Совета и внутренним делам).
Сохранил мандат после парламентских выборов 2018 года, 29 марта 2018 года избран квестором Палаты депутатов.
1 июня 2018 года вступил в должность министра без портфеля по связям с парламентом и прямой демократии в правительстве Конте.
4 сентября 2019 года Джузеппе Конте сформировал своё второе правительство, в котором новым министром по связям с парламентом стал Федерико Д’Инка, а Фраккаро был назначен секретарём аппарата правительства, и
5 сентября новый кабинет принёс присягу.
13 февраля 2021 года принесло присягу правительство Драги, в котором Фраккаро не получил никакого назначения.